# Planartransformator

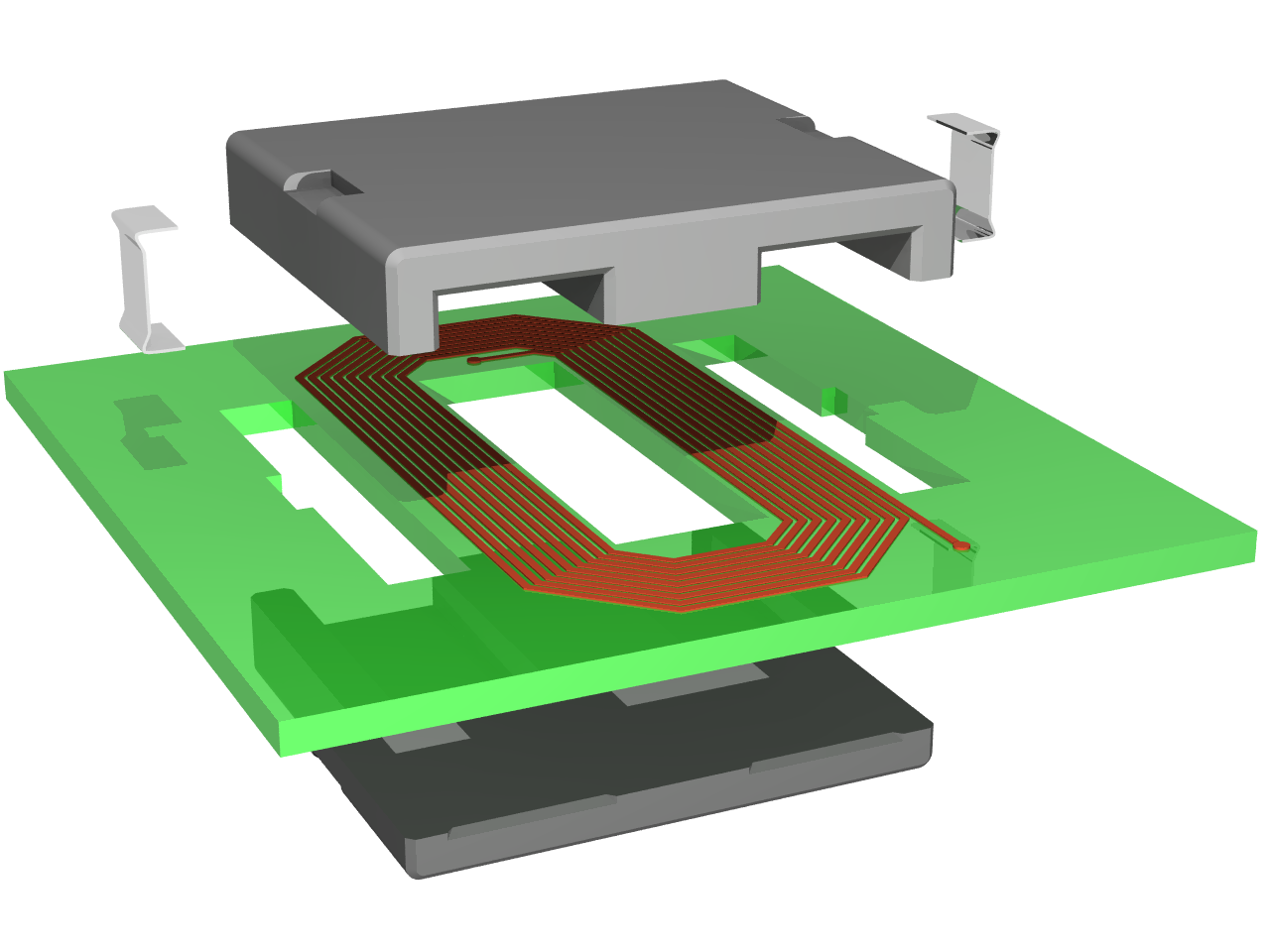
Explosionszeichnung eines Planartransformators

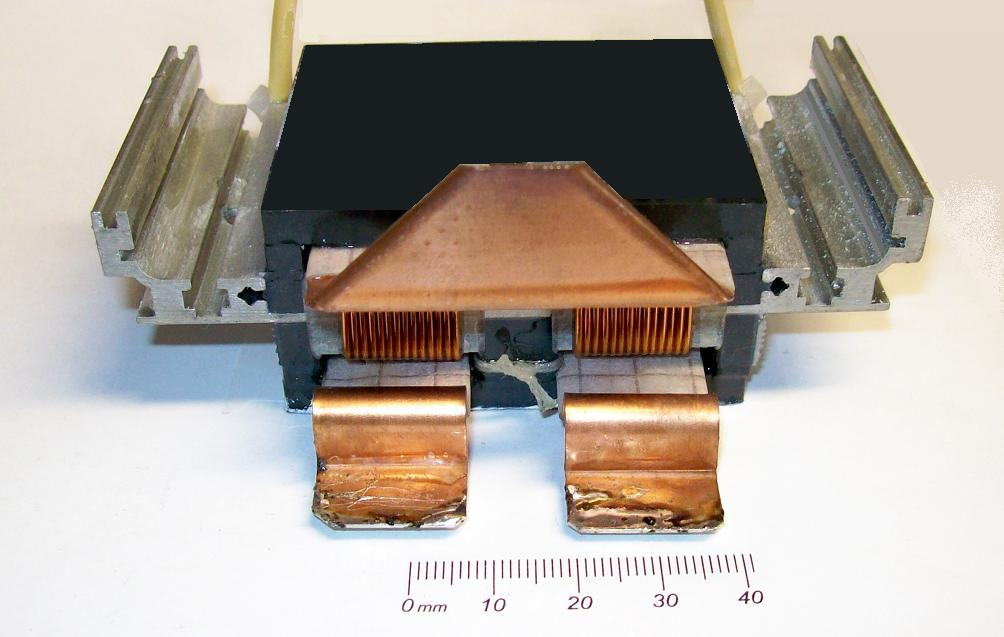
Gewickelter Planartransformator (Mischform) mit eingearbeitetem Kühlkörper: Wicklungen aus Kupferlackdraht (Primärwicklung, 600 Volt) bzw. Kupferband (Sekundärwicklung, 50 Volt); Übertragungsleistung 4000 Watt, Arbeitsfrequenz 145 kHz

Ein Planartransformator ist eine besondere Bauform eines Transformators, die sich durch flache Bauweise auszeichnet.

## Aufbau und Funktion
Planartransformatoren werden vor allem in der Leistungselektronik bei Übertragungsleistungen zwischen 200 und 5000 Watt eingesetzt. Sie sind aufgrund der guten Abführung der Verlustleistung besonders klein. Die Wicklungen bestehen meist, jedoch nicht zwingend, aus Leiterbahnen einer Leiterplatte oder aus entsprechend geformten Kupferblechen, die durch Isolierzwischenlagen getrennt sind. Dadurch ergeben sich nicht nur fertigungstechnische Vorteile, sondern die flache Leiterform kommt auch dem bei den üblicherweise hohen Arbeitsfrequenzen maßgeblichen Skineffekt entgegen.
Planar-Transformatoren können sowohl als Einzelkomponente als auch integriert auf einer Leiterplatte gefertigt werden. Bei einem solchen in die Platine integrierten Planartransformator liegen die Wicklungen als Leiterbahnen auf bzw. in der Leiterplatte vor, der zweiteilige Ferrit-Transformatorkern wird von beiden Seiten auf die Platine geklebt oder geklemmt, die hierzu Durchbrüche besitzt. Diese Konstruktion ist besonders bei hohen Stückzahlen preisgünstiger als konventionelle, gewickelte Transformatoren. Der Entwicklungsaufwand ist jedoch höher, da Prototypen aufwendiger herzustellen sind.
Zusätzlich zum ohnehin besser zur Wärmeableitung geeigneten großen Verhältnis von Oberfläche zu Volumen kann ein weiter verringerter thermischer Widerstand durch aufgesetzte Kühlkörper erreicht werden, was bei anderen Transformatoren an der geringen Wärmeleitung durch das Volumen scheitert.
Planartransformatoren werden in der Regel mit Frequenzen von 0,1 bis mehreren Megahertz betrieben, was wie auch bei anderen Schaltnetzteilen besondere Vorkehrungen bezüglich elektromagnetischer Verträglichkeit (EMV) erfordert. Neben dem Skin-Effekt spielt auch der Proximity-Effekt eine Rolle, der die Vorteile der Bauform etwas relativiert.
Oft werden zur besseren Integration oder zur Erreichung eines bestimmten Übersetzungsverhältnisses auch mehrere Transformatoren je nach Bedarf in Reihe oder parallel geschaltet. Dadurch verbessern sich auch die thermischen und die Hochfrequenzeigenschaften weiter. Mit der gleichen Technologie werden auch Speicherdrosseln gefertigt.